# Sabriye Gönülkırmaz
Sabriye Gönülkırmaz est une joueuse de volley-ball turque née le 17 mai 1994 à İstanbul. Elle mesure 1,86 m et joue au poste de centrale. 

## Clubs
| Club                        | De        | À         |
| --------------------------- | --------- | --------- |
| Altınyıldız Spor Kulübü     | 2004-2005 | 2007-2008 |
| Yeşilyurt Istanbul          | 2008-2009 | 2008-2009 |
| TVF Spor Lisesi             | 2009-2010 | 2010-2011 |
| Yeşilyurt Istanbul          | 2011-2012 | 2012-2013 |
| Ereğli Belediye             | 2013-2014 | 2013-2014 |
| Seramiksan Spor Kulübü      | 2014-2015 | 2014-2015 |
| Salihli Belediyespor        | 2015-2016 | 2015-2016 |
| Beylikdüzü Voleybol İhtisas | 2016-2017 | 2018-2019 |
| Nilüfer Belediye            | 2019-2020 | 2019-2020 |
| Kuzeyboru Spor Kulübü       | 2020-2021 | …         |

## Palmarès
- Championnat du monde des moins de 18 ans
  - Vainqueur : 2011[3]